# 川口敬
川口 敬（かわぐち けい）は、日本の漫画家。本名 川口敬太郎。デビュー作『デザートデイドリーム』当時は本名使用（当時の少年サンデーで確認済）。
「週刊少年サンデー」（小学館）「少年ビッグコミック」など小学館の雑誌で活躍。コミックバーガーで自動車のインプレコミックなどを連載した後、活躍の場を角川書店「ASUKA増刊ファンタジーDX」（「ふぁんデラ」）に移す。『レフティー刑事』（1985年）にて原秀則のアシスタントを勤めていたことがある。漫画家デビュー以前は模型雑誌『モデルアート』（79年ごろ）にFRP製の完全分割稼働キャタピラや開閉可能な部分を全て開いて可動化した4号戦車E型、F１型やキュベルワーゲンを公開した事もある。

## 作品リスト
- デザートデイドリーム - 週刊少年サンデーにてデビュー（1981年2・3合併号）
- コミック マルガリータ カラーポスター掲載（1983年）
- スキヤキ・ロード - 原作：火浦功 週刊少年サンデー増刊（1984年）
- 超人リーグ  - 原作：火浦功、出渕裕 週刊少年サンデー秋の増刊号（1984年）
- 夏は海だョ!! - 原作：平田達彦 週刊少年サンデー 1984年31号 - 33号
- 戦場のエリカ シリーズ - 別冊少年サンデー（2話掲載 1985年1月号、同5月号）
- ときめきの館　[別冊少年サンデー]　(1985年10月号)
- 悪しませう - 原作：林律雄 少年ビッグコミック
- 帝都物語 原作：荒俣宏（ビッグコミックスピリッツ）1987年51号 - ?
- サマーホラーゲーム - 月刊「GORO」連載（1989年7月27日 15号 - ? ）
- 王覇の鏡（コミックコンプ版1992年3月 - 4月 ファンタジーDXの連載前に前後編を掲載）
  - 内容はファンタジーDX版の数年後の世界〈トレイア都城功略編〉
- 王覇の鏡 ファンタジーDX連載

### 単行本
- 悪しませう 全2巻（1986年）
- 王覇の鏡 5巻

### 同人誌
愛知県の創作系同人誌「ふらいどちきん」（既に廃刊）に2作品掲載。この内の一作は『超人リーグ』の後日談であるらしい。

### イラスト
小学館「GORO」に数点イラストを掲載